# John Fillmore Hayford
John Fillmore Hayford (Rouses Point, 19 maggio 1868 – Evanston, 10 marzo 1925) è stato un ingegnere e geodeta statunitense.

## Biografia
Laureatosi in ingegneria civile nel 1889, entrò nello U. S. coast and geodetic survey, dove restò fino al 1909.
Successivamente fu direttore del Collegio di ingegneria presso l'università di Evanston.
Dalle sue ricerche sull'isostasia derivarono importanti risultati sulla forma, le dimensioni e la distribuzione delle masse sulla Terra.
Da queste ricerche Hayford dedusse i parametri di un ellissoide di riferimento che, nel 1924, fu assunto come riferimento internazionale.
Condusse anche diversi studî idrografici, in particolare sul regime dei grandi laghi statunitensi.

## Onorificenze
In suo onore sono stati nominati:
- Il cratere Hayford sulla Luna.[1]
- Il Mount Hayford, cima montuosa di 1871 m dell'Alaska.[2]